# Nikola Iliev
Nikola Ilijanov Iliev (in bulgaro Никола Илиянов Илиев?; Ruse, 6 giugno 2004) è un calciatore bulgaro, centrocampista del Botev Plovdiv e della nazionale bulgara.

## Caratteristiche tecniche
È un trequartista, capace però di giocare anche su diversi altri ruoli d'attacco e di centrocampo. È particolarmente abile nel dribbling e nell'impostazione delle azioni offensive.
Nel 2021, è stato inserito nella lista dei migliori sessanta calciatori nati nel 2004, stilata dal quotidiano inglese The Guardian.

## Carriera

### Club
Nato a Ruse, Iliev è cresciuto nelle giovanili del Botev Plovdiv, con cui ha esordito fra i professionisti il 29 settembre 2019, a quindici anni, nella gara della massima serie bulgara contro lo Slavia Sofia.
Nel giugno del 2020, il trequartista è passato a titolo definitivo, per una cifra stimata intorno ai 500.000 euro, all'Inter, con cui ha firmato un contratto quadriennale. Negli anni successivi, ha giocato nelle formazioni Under-18 e Primavera nerazzurre: con quest'ultima formazione, nel maggio del 2022 Iliev ha vinto il Campionato Primavera 1, segnando fra l'altro il gol della vittoria nella finale Scudetto contro la Roma.
Il 10 agosto 2023, passa in prestito con diritto di riscatto al CSKA 1948 Sofia, nella massima serie bulgara.
Il 22 giugno 2024, viene annunciato il suo ritorno a titolo definitivo al Botev Plovdiv, squadra con cui aveva esordito fra i professionisti.

### Nazionale
Dopo aver rappresentato la nazionale Under-19 bulgara, nel settembre del 2022 Iliev ha ricevuto la sua prima convocazione nella nazionale maggiore, con cui ha fatto il suo esordio il 23 settembre seguente, a diciotto anni, subentrando nel secondo tempo della partita di UEFA Nations League vinta per 5-1 contro Gibilterra.

## Statistiche

### Presenze e reti nei club
Statistiche aggiornate al 31 maggio 2024.
| Stagione        | Squadra         | Campionato      | Campionato | Campionato | Coppe nazionali | Coppe nazionali | Coppe nazionali | Coppe continentali | Coppe continentali | Coppe continentali | Altre coppe | Altre coppe | Altre coppe | Totale | Totale |
| Stagione        | Squadra         | Comp            | Pres       | Reti       | Comp            | Pres            | Reti            | Comp               | Pres               | Reti               | Comp        | Pres        | Reti        | Pres   | Reti   |
| --------------- | --------------- | --------------- | ---------- | ---------- | --------------- | --------------- | --------------- | ------------------ | ------------------ | ------------------ | ----------- | ----------- | ----------- | ------ | ------ |
| 2019-2020       | Botev Plovdiv   | A-PFG           | 2          | 0          | CB              | 1               | 0               | -                  | -                  | -                  | -           | -           | -           | 3      | 0      |
| 2020-2021       | Inter           | A               | 0          | 0          | CI              | 0               | 0               | UCL                | 0                  | 0                  | -           | -           | -           | 0      | 0      |
| 2021-2022       | Inter           | A               | 0          | 0          | CI              | 0               | 0               | UCL                | 0                  | 0                  | SI          | 0           | 0           | 0      | 0      |
| 2022-2023       | Inter           | A               | 0          | 0          | CI              | 0               | 0               | UCL                | 0                  | 0                  | SI          | 0           | 0           | 0      | 0      |
| Totale Inter    | Totale Inter    | Totale Inter    | 0          | 0          |                 | 0               | 0               |                    | 0                  | 0                  |             | 0           | 0           | 0      | 0      |
| 2023-2024       | CSKA 1948 Sofia | A-PFG           | 22         | 1          | CB              | 2               | 0               | -                  | -                  | -                  | SCB         | 1           | 0           | 25     | 1      |
| 2024-2025       | Botev Plovdiv   | A-PFG           | 0          | 0          | CB              | 0               | 0               | -                  | -                  | -                  | -           | -           | -           | 0      | 0      |
| Totale carriera | Totale carriera | Totale carriera | 24         | 1          |                 | 3               | 0               |                    | 0                  | 0                  |             | 1           | 0           | 28     | 1      |

### Cronologia presenze e reti in nazionale
| Cronologia completa delle presenze e delle reti in nazionale ― Bulgaria | Cronologia completa delle presenze e delle reti in nazionale ― Bulgaria | Cronologia completa delle presenze e delle reti in nazionale ― Bulgaria | Cronologia completa delle presenze e delle reti in nazionale ― Bulgaria | Cronologia completa delle presenze e delle reti in nazionale ― Bulgaria | Cronologia completa delle presenze e delle reti in nazionale ― Bulgaria | Cronologia completa delle presenze e delle reti in nazionale ― Bulgaria | Cronologia completa delle presenze e delle reti in nazionale ― Bulgaria |
| Data                                                                    | Città                                                                   | In casa                                                                 | Risultato                                                               | Ospiti                                                                  | Competizione                                                            | Reti                                                                    | Note                                                                    |
| ----------------------------------------------------------------------- | ----------------------------------------------------------------------- | ----------------------------------------------------------------------- | ----------------------------------------------------------------------- | ----------------------------------------------------------------------- | ----------------------------------------------------------------------- | ----------------------------------------------------------------------- | ----------------------------------------------------------------------- |
| 23-9-2022                                                               | Razgrad                                                                 | Bulgaria                                                                | 5 – 1                                                                   | Gibilterra                                                              | UEFA Nations League 2022-2023 - 1º turno                                | -                                                                       | 72’                                                                     |
| 26-9-2022                                                               | Skopje                                                                  | Macedonia del Nord                                                      | 0 – 1                                                                   | Bulgaria                                                                | UEFA Nations League 2022-2023 - 1º turno                                | -                                                                       | 46’                                                                     |
| 16-11-2022                                                              | Larnaca                                                                 | Cipro                                                                   | 0 – 2                                                                   | Bulgaria                                                                | Amichevole                                                              | -                                                                       | 46’                                                                     |
| 20-11-2022                                                              | Lussemburgo                                                             | Lussemburgo                                                             | 0 – 0                                                                   | Bulgaria                                                                | Amichevole                                                              | -                                                                       | 62’ 89’                                                                 |
| 24-3-2023                                                               | Sofia                                                                   | Bulgaria                                                                | 0 – 1                                                                   | Montenegro                                                              | Qual. Euro 2024                                                         | -                                                                       | 59’                                                                     |
| 27-3-2023                                                               | Budapest                                                                | Ungheria                                                                | 3 – 0                                                                   | Bulgaria                                                                | Qual. Euro 2024                                                         | -                                                                       |                                                                         |
| 17-6-2023                                                               | Kaunas                                                                  | Lituania                                                                | 1 – 1                                                                   | Bulgaria                                                                | Qual. Euro 2024                                                         | -                                                                       | 46’                                                                     |
| 20-6-2023                                                               | Razgrad                                                                 | Bulgaria                                                                | 1 – 1                                                                   | Serbia                                                                  | Qual. Euro 2024                                                         | -                                                                       | 66’                                                                     |
| Totale                                                                  |                                                                         | Presenze                                                                | 8                                                                       |                                                                         | Reti                                                                    | 0                                                                       |                                                                         |

## Palmarès

### Club

#### Competizioni giovanili
- Campionato Primavera: 1

Inter: 2021-2022